# Carmelo Hernando
Carmelo Hernando (n. Haro, La Rioja; 1954) es un artista multidisciplinar español que comenzó en la década de los 70 a producir una obra de lo más variada: revistas, discos, cuadros, postales, fotomontajes, libros, marionetas, objetos, documentales... 
Para canalizar su arte se ha servido de múltiples soportes y medios. Carmelo Hernando ha diseñado, ha sido uno de los pioneros del fotomontaje en España, ha dirigido una serie de títeres, ha comisariado exposiciones, ha realizado producciones audiovisuales... Parece que dentro del ámbito artístico apenas quede alguna faceta por la que Hernando aún no haya pasado.

## Obra
- Este artista ha expuesto su obra en multitud de galerías y fundaciones, en puntos del planeta muy distantes trazando un recorrido de Barcelona a Nueva York, pasando por Oviedo o su Logroño natal.[1]
- Libros:[2]
  - El oficio de vivir, literaturas de la imagen. Oviedo, Cajastur, Obra Social y Cultural, 2000.
- Cómics: Astronomía pirata, con dibujos de Never Mind. (Vitoria: Ikasaguer, D.L. 1980)[3]
- También ha sido comisario de la exposición “La publicidad vive la moda”, del 2005.[4]

Acerca de él y de su obra, han dejado algunas letras académicos como Martí Peran (Universidad de Barcelona), o Margarita Ledo Andión (Universidad de Santiago de Compostela); periodistas como Mercé Ibarz o Ramón de España; diseñadores como Alberto Corazón, galardonado con el Premio Nacional de Diseño; o autoridades críticas como Cirici Pellicer; o directores de museos como Francesc Vicens (Fundació Miró) o Pilar Vélez (Museu Marés).